# OR13C4
OR13C4 (англ. Olfactory receptor family 13 subfamily C member 4) – білок, який кодується однойменним геном, розташованим у людей на короткому плечі 9-ї хромосоми. Довжина поліпептидного ланцюга білка становить 318 амінокислот, а молекулярна маса — 35 576.
| 10         |  | 20         |  | 30         |  | 40         |  | 50         |
| ---------- |  | ---------- |  | ---------- |  | ---------- |  | ---------- |
| MDKINQTFVR |  | EFILLGLSGY |  | PKLEIIFFAL |  | ILVMYVVILI |  | GNGVLIIASI |
| LDSRLHMPMY |  | FFLGNLSFLD |  | ICYTTSSIPS |  | TLVSLISKKR |  | NISFSGCAVQ |
| MFFGFAMGST |  | ECFLLGMMAF |  | DRYVAICNPL |  | RYPIIMNKVV |  | YVLLTSVSWL |
| SGGINSTVQT |  | SLAMRWPFCG |  | NNIINHFLCE |  | ILAVLKLACS |  | DISVNIVTLA |
| VSNIAFLVLP |  | LLVIFFSYMF |  | ILYTILRTNS |  | ATGRHKAFST |  | CSAHLTVVII |
| FYGTIFFMYA |  | KPKSQDLLGK |  | DNLQATEGLV |  | SMFYGVVTPM |  | LNPIIYSLRN |
| KDVKAAIKYL |  | LSRKAINQ   |  |            |  |            |  |            |

A: Аланін

C: Цистеїн

D: Аспарагінова кислота

E: Глутамінова кислота

F: Фенілаланін

G: Гліцин

H: Гістидин

I: Ізолейцин

K: Лізин

L: Лейцин

M: Метіонін

N: Аспарагін

P: Пролін

Q: Глутамін

R: Аргінін

S: Серин

T: Треонін

V: Валін

W: Триптофан

Кодований геном білок за функціями належить до рецепторів, g-білокспряжених рецепторів, білків внутрішньоклітинного сигналінгу. 
Локалізований у клітинній мембрані, мембрані.